# دواين لاثان
دواين لاثان (بالإنجليزية: Dwayne Lathan)‏ مواليد 20 يناير 1989 في روستون، هو لاعب كرة سلة أمريكي. بدأ مسيرته الاحترافية في سنة 2012. يبلغ طوله 6 قدم 3 بوصة (1.9 م). لعب كرة السلة الجامعية في جامعة لويزيانا التقنية. لعب مع أوساكا إفيسا في الدوري الياباني.